# Rick Harrison
Richard Kevin Harrison, detto Rick (Davidson, 22 marzo 1965), è un imprenditore e personaggio televisivo statunitense, noto per essere protagonista della serie televisiva Affari di famiglia e co-proprietario di un negozio di pegni.

## Biografia
Harrison è nato il 22 marzo 1965, a Davidson, nel North Carolina, terzo figlio di Richard Benjamin Harrison Jr., un veterano della Marina statunitense e Joanne Rhue Harrison. Harrison è il fratello minore di Sherry Joanne Harrison (morta a 6 anni), e Joseph Kent Harrison, e il fratello maggiore di Christopher K. Harrison.
Nel 1967, il padre di Harrison fu trasferito a San Diego, in California, e la famiglia si trasferì con lui.
Da bambino, Harrison ha sofferto di attacchi epilettici a partire dall'età di otto anni, che lo costrinsero a letto e lo portarono ad un amore della lettura, in particolare per i libri di fisica e quelli di storia, soprattutto sulla Marina britannica dalla fine del 1700 agli inizi del 1800. Era particolarmente appassionato di una serie di libri di John D. Fitzgerald intitolati The Great Brain, il cui personaggio principale è un artista del raggiro dello Utah di dieci anni di nome Tom D. Fitzgerald, il quale, con la sua capacità di inventare schemi di produzione di denaro, ha avuto grande influenza su Harrison.
Harrison ha frequentato la Taft Middle School, che fa parte del distretto scolastico unificato di San Diego, ma abbandonò gli studi al decimo anno. La famiglia Harrison si è trasferita a Las Vegas, nel Nevada, nell'aprile del 1981 dopo il crollo dell'attività immobiliare dei suoi genitori.
Quando Harrison aveva 17 anni, la sua fidanzata Kim rimase incinta. Nonostante un successivo aborto spontaneo, la coppia decise di sposarsi. Il loro primo figlio, Corey, nacque il 27 aprile 1983.  Dopo due anni, nacque il loro secondo figlio, Adam.
Harrison lavorava per suo padre nel Gold & Silver Coin Shop e anche nel recupero delle automobili. Nel 2010 riceve il riconoscimento Pawnbroker of the Year dalla National Pawnbrokers Association per aver fatto conoscere l'industria dei banchi dei pegni.
Subito dopo la nascita di Adam, Harrison e Kim si separarono. Harrison e la sua seconda moglie, Tracy, si assunsero la responsabilità di crescere i suoi figli. Anche la relazione con Tracy giunse al termine e a luglio 2013 si sposa con Deanna Burditt.
Rick negli anni ha fatto da portavoce in eventi di beneficenza per la National Epilepsy Foundation, con lo scopo di creare consapevolezza nel opinione pubblica riguardo all'epilessia.

## Carriera

### Uomo d'affari
Rick Harrison e suo padre hanno aperto il Gold & Silver Pawn Shop nel 1989.
Nel 2005, Harrison e suo padre stavano prestando circa 3 milioni di dollari l'anno, il che portò loro circa 700.000 dollari di reddito da interessi.
Un anno dopo, nel 2006, Harrison era conosciuto a Las Vegas come un intermediario finanziario con articoli sportivi speciali che arrivavano completi di una storia, incluso un anello dei New England Patriots al Super Bowl del 2001 appartenuto al giocatore di football americano Brock Williams. I suoi affari servivano anche ai giocatori d'azzardo che, secondo suo figlio, spesso venivano a "dare in pegno qualcosa in modo da avere soldi per la benzina per tornare a casa".
Secondo Harrison, nel 2010 gli articoli più spesso portati nel negozio sono gioielli. Dall'avvio di Pawn Stars, l'inventario di Harrison ora ha un rapporto di 5.000 oggetti messi in pegno per 12.000 complessivi immagazzinati. Nel 2010, la National Pawnbrokers Association ha assegnato a Harrison il premio Pawnbroker of the Year per il suo contributo nel rendere nota al pubblico l'industria dei pegni.
Nel 2015 apre un bar ristorante nella medesima strada del negozio di pegni, il Rick's Rollin Smoke BBQ and Tavern.
Dopo la morte del padre nel 2018, Rick assume il ruolo di amministratore dell'intero patrimonio di famiglia e il controllo del banco dei pegni.

### TV
Harrison ha trascorso quattro anni a progettare l'idea di fare uno spettacolo su un banco dei pegni dopo che il suo negozio è stato caratterizzato nello spettacolo Insomniac con Dave Attell nel 2003, ma i suoi sforzi non hanno inizialmente avuto successo.
Nancy Dubuc di History Channel ha cambiato il formato di quello che diverrà poi Pawn Stars: il progetto originale includeva esperti direttamente in scena che valutavano gli oggetti portati nel Gold & Silver, nonché le dinamiche di personalità dello staff e dei clienti del negozio.
Inizialmente intitolato Pawning History, il programma è stato rinominato Pawn Stars su suggerimento di un componente dello staff di produzione televisiva, per fare assonanza con il termine "porn stars" nella speranza di un maggiore appeal di marketing.
Lo spettacolo include Harrison e suo padre, Richard Harrison (generalmente definito nello spettacolo "Il Vecchio") insieme al figlio Corey ("Lo Smilzo") e all'amico e collaboratore d'infanzia di Corey, Austin "Chumlee" Russell.
Il padre di Harrison, Il Vecchio, muore nel giugno 2018, durante la produzione della quindicesima stagione.
Nel gennaio 2011, Pawn Stars era il programma con il punteggio più alto di share su History Channel, e il secondo reality più seguito dietro a Jersey Shore.
Harrison è apparso come se stesso, al fianco di suo figlio Corey e Chumlee, in "iLost my Head in Vegas", l'episodio del 3 novembre 2012 della serie TV americana iCarly. Quattro giorni dopo, è apparso come proprietario di un negozio di antiquariato in "The Safe", l'episodio del 7 novembre 2012 della serie TV The Middle.
Nel 2020 fa una comparsa, interpretando se stesso, nel film Divorzio a Las Vegas.

### Scrittore
Nel 2011, Harrison ha pubblicato una biografia chiamata License to Pawn: Deals, Steals and My Life at the Gold & Silver.
Il suo libro ha raggiunto il 22º posto nella classifica dei best seller del New York Times il 26 giugno 2011.

### Idee politiche
Sebbene Harrison sia un libertario, ha sostenuto Marco Rubio come presidente nelle elezioni del 2016. Ha aggiunto che pensa che il suo sostegno abbia alienato alcuni spettatori di Pawn Stars, dicendo "Quando sottoscrivi un repubblicano, tutti si accalcano". Dopo che Rubio si ritirò, ritornò alle sue radici libertarie e partecipò a un dibattito del partito libertario del Nevada.
Ha criticato Hillary Clinton per la sua mancanza di risultati in politica estera. In una conferenza stampa nel 2018, Harrison ha dichiarato il suo sostegno per Donald Trump. Alle elezioni del 2020 ha riconfermato di sostenere Trump, indicando però di non votare per un partito in particolare.

## Vita privata
Nel 2012, Harrison, due volte divorziato, ha annunciato il suo fidanzamento con Deanna Burditt, anch'essa divorziata due volte.
La coppia si è sposata il 21 luglio 2013 a Laguna Beach, in California. Danny Koker, esperto di macchine della serie televisiva Macchine da soldi, celebrò la cerimonia, mentre Austin "Chumlee" Russell, fece il portatore dell'anello. La coppia ha divorziato  nel settembre 2022.
Harrison ha avuto tre figli: Corey e Adam avuti dalla sua prima moglie Kim, e Jake dalla seconda, Tracy. Adam, morto a 39 anni nel 2024 per overdose, ha lavorato al banco dei pegni e in seguito è diventato un idraulico.